# Flügge fyr
Flügge fyr (på tyska Leuchtturm Flügge) är en fyr på sydvästra Fehmarn i Schleswig-Holstein, Nordtyskland. Tornet uppfördes 1914-1915 och ersatte då en äldre fyr. Namnet härrör från närbelägna byn Flügge. Fyren är i drift och ett byggnadsminne som kan besiktigas av allmänheten. På Fehmarn finns ytterligare fyra fyrtorn, men Flügge är det högsta av dem.

## Historik
Till fartygstrafikens orientering genom Fehmarnsund uppfördes  mellan 1870 och 1872 det första fyrtornet på platsen.  Nuvarande torn byggdes som en åttkantig tegelkonstruktion mellan 1914 och 1915. Lanternan är av järn. Tornets höjd är 37,5 meter och fyrens höjd ligger vid 38,0 meter.
Till en början drevs fyren med bensen och senare av flytande gas. Omställning till elektricitet genomfördes 1954.  Numera utgörs ljuskällan av en HQI-lampa med 400 watt. Dessutom finns en riktfyr med fast sken som använder en 250 W/24 V halogenlampa. Vid strömbortfall aktiveras ett nödströmsaggregat. Ljusskenets förstärkning sker med hjälp av en fresnel-lins.
Under många år var tornet klätt med röd/vita plattor, som dock avlägsnades år 2011 i ramen av en större renovering. Då fick tornet sitt ursprungliga utseende tillbaka. 
I juni 2013 utgav Deutsche Post ett frimärke (valör 45 €-Cent) visande Flügge fyr. Tornet kan besökas av allmänheten, då får man dock klara av en cirka två kilometer lång vandring genom naturreservatet Krummsteert. Sedan besökaren har gått i tornets 162 trappsteg belönas han av en enastående vy över Östersjön och ön Fehmarn. Uppe i tornet finns även ett litet vigselrum där par kan gifta sig.

## Fyrvaktare
(Källa: )
- 1872 till 1921: Wilhelm Drewes
- 1921 till 1947: Karl Johannes Peter Pabst
- 1947 till 1963: Friedrich Schlömer
- 1963 till 1969: Friedrich Fey
- 1969 till 1978: Willy Scheel

## Bilder

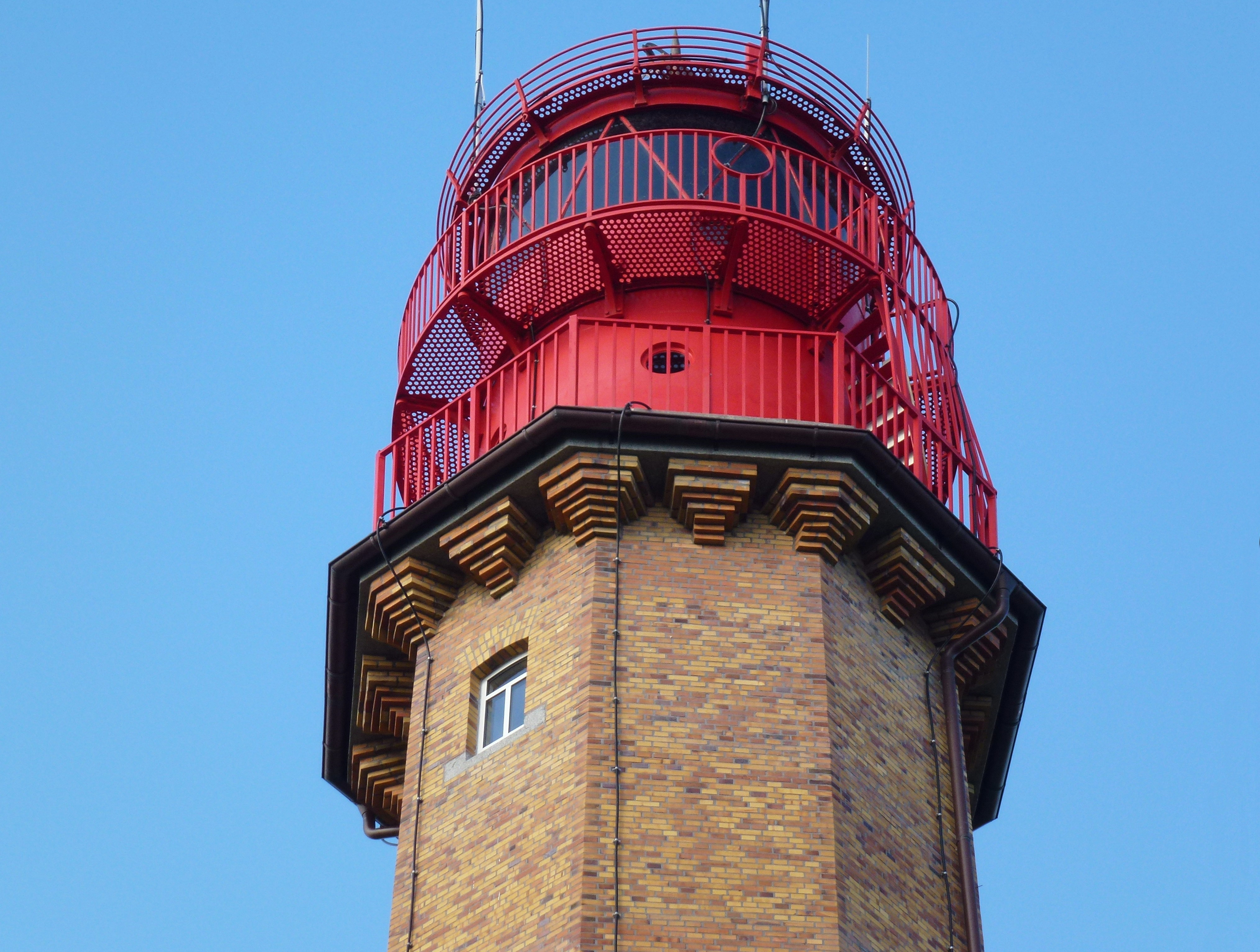
Torntoppen med lanternan
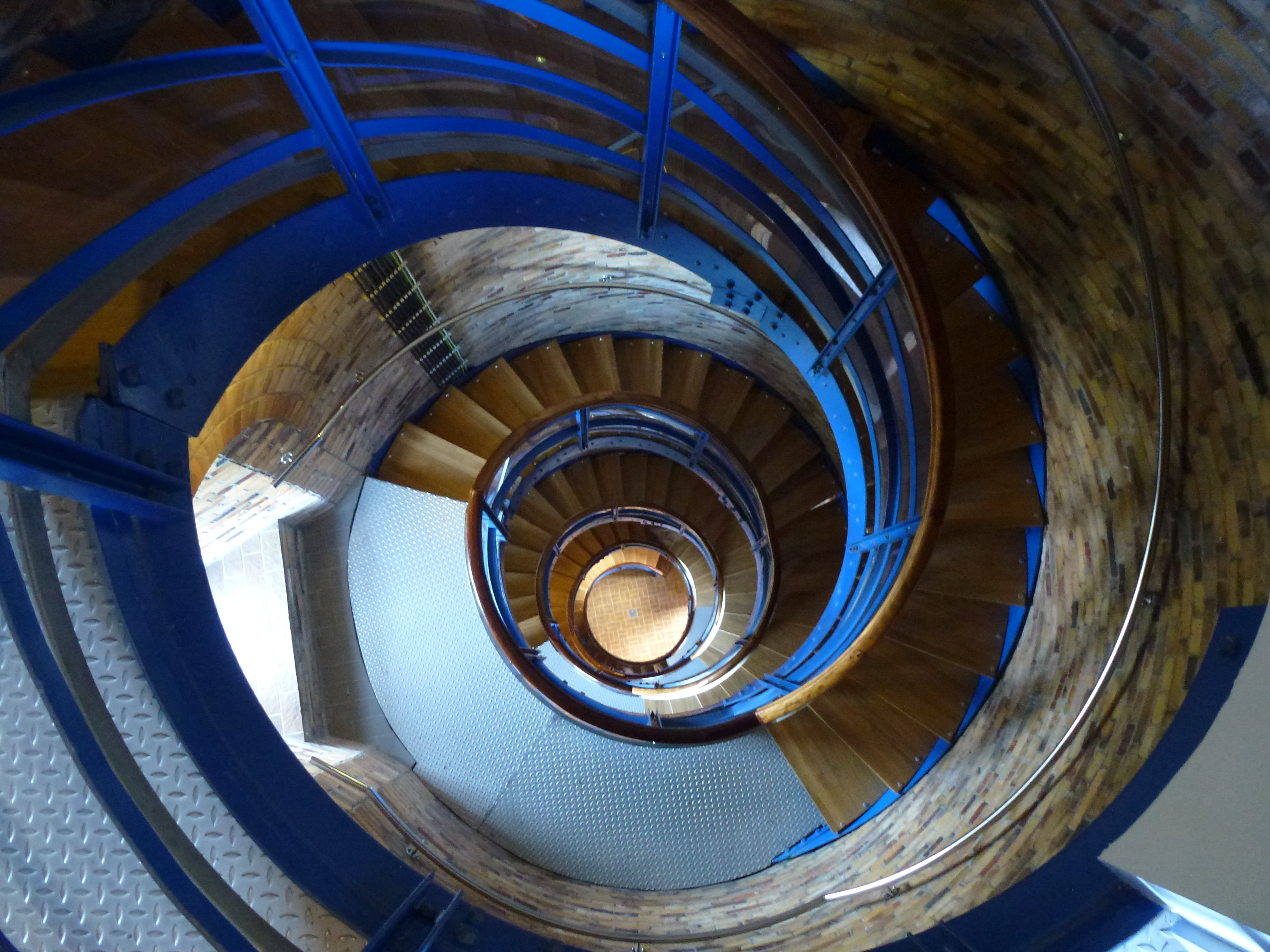
Spiraltrappan, vy rakt ner
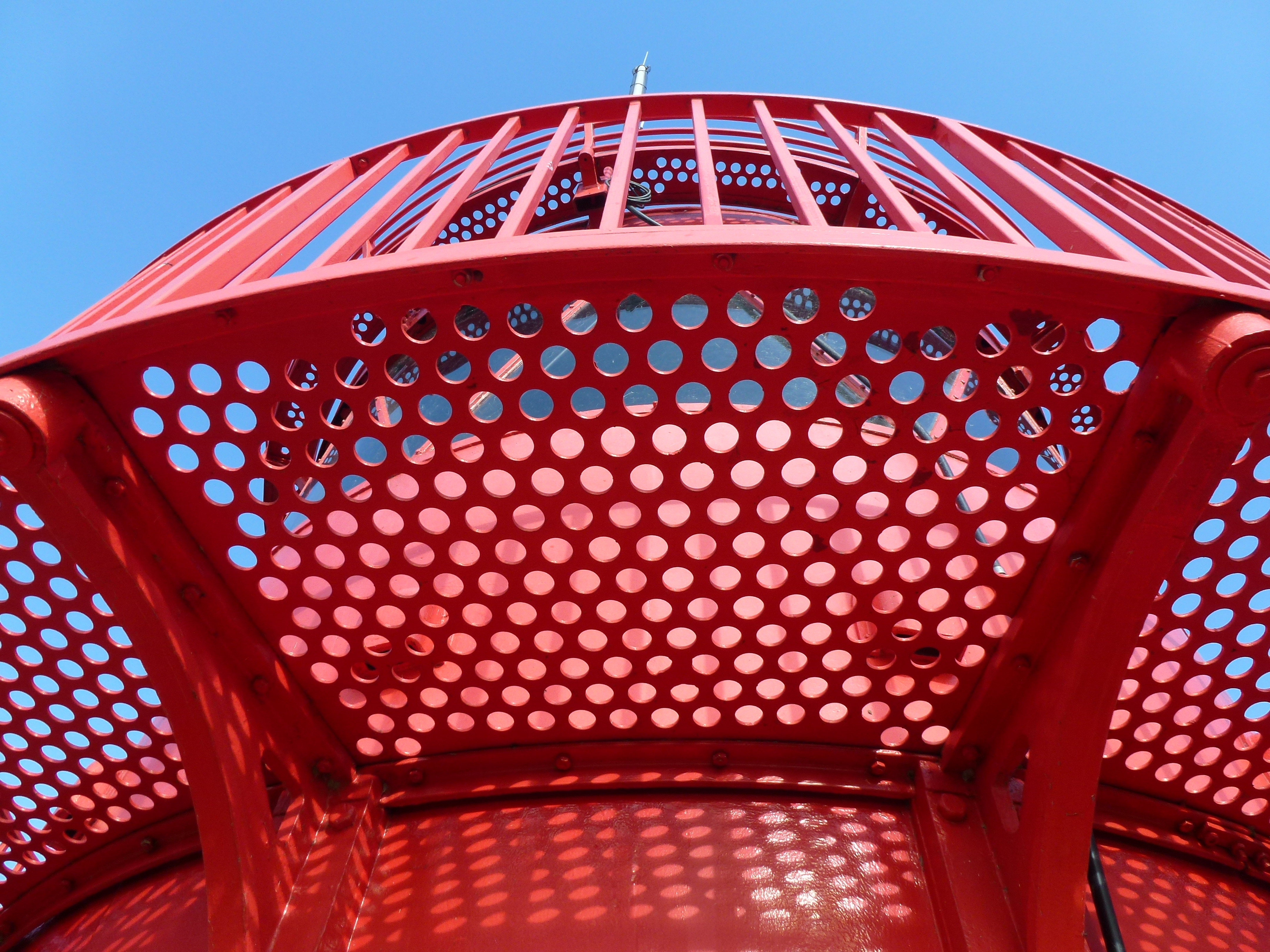
Plattformen vid lanternan
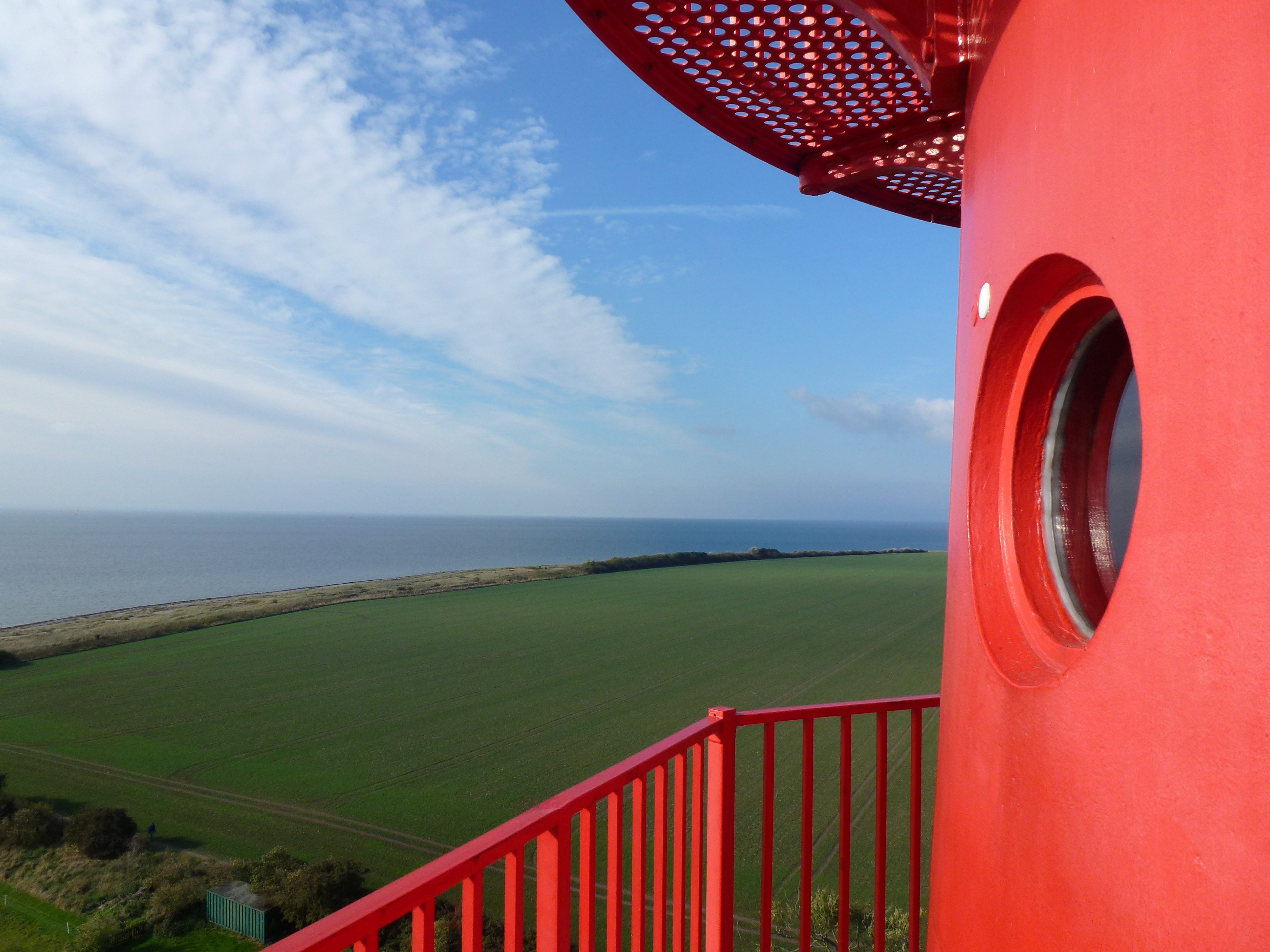
Vy från utsiksplattformen